# Avelon Formula
Avelon Formula – włoski zespół wyścigowy, założony w 2004 roku przez Giovanniego Bellarose. Ekipa pojawiała się na starcie w Italian Prototypes Championship, Speed EuroSeries, Europejskim Pucharze Formuły Renault V6, Euroseries 3000 oraz w Formule Renault 3.5.

## Starty

### Formuła Renault 3.5
| Rok  | Bolid           | Kierowcy       | Wyścigi | Wygrane | PP | NO | Pkt | M.K. | M.Z. |
| ---- | --------------- | -------------- | ------- | ------- | -- | -- | --- | ---- | ---- |
| 2005 | Dallara-Renault | Ivan Bellarosa | 16      | 0       | 0  | 0  | 0   | 38   | 14   |
| 2005 | Dallara-Renault | Mehdi Bennani  | 15      | 0       | 0  | 0  | 0   | 33   | 14   |